# Клаудіо Хіральдес
Клаудіо Хіральдес Гонсалес (ісп. Claudio Giráldez González, нар. 24 лютого 1988) — іспанський професійний футбольний тренер і колишній гравець. Наразі є головним тренером клубу Ла Ліги Сельта Віго.

## Кар'єра гравця
Народився в О-Порріньйо, Понтеведра, Галісія, Хіральдес приєднався до юнацької академії «Реал Мадрида» у 2001 році з рідного клубу Порріньйо Індустріал. Він дебютував у дорослому футболі з командою Реал Мадрид C у сезоні 2006–07 у Терсері Дивізіон.
У 2007 році, після одного матчу за резервну команду «Реала» в Сегунда Дивізіон B, Хіральдес перейшов до мадридського Атлетіко і був призначений до команди B, також у третьому дивізіоні.
Хіральдес повернувся до рідного регіону в 2009 році, приєднавшись до іншої команди третього дивізіону «Понтеведра». 28 липня 2011 року він підписав контракт із «Оуренсе» у четвертому дивізіоні, допомігши команді вийти до третього дивізіону в першому ж сезоні; він покинув клуб у травні 2013 року.
17 червня 2013 року Хіральдес уклав угоду з «Корушо» у третьому дивізіоні. Після того, як його мало використовували під час кампанії, він повернувся до свого першого клубу «Порріньйо» у 2014 році, де забив рекордні для своєї кар’єри вісім голів у сезоні 2015–16.
Хіральдес допоміг «Порріньйо» вийти до четвертого дивізіону в 2018 році та завершив кар’єру в наступному році у віці 31 року.

## Тренерська кар’єра
У 2015 році, ще будучи гравцем, Хіральдес також став тренером юнацької команди «Порріньйо Індустріал». Наступного року він приєднався до структури «Сельти», тренуючи їхні команди «Кадете B», «Кадете A» та «Хувеніль B».
27 червня 2019 року Хіральдеса призначили головним тренером «Гран Пенья», фарм-клубу «Сельти», і він також залишився тренером їхньої команди «Хувеніль B». 10 серпня 2021 року його призначили тренером юнацької команди «Дивізіон де Онор».
2 липня 2022 року Хіральдес замінив Онесімо Санчеса на чолі резервної команди «Сельти»; клуб офіційно оголосив про його нову роль через десять днів. У своєму першому сезоні на чолі резервної команди він вивів її до плей-оф, програвши в півфіналі майбутнім переможцям «Елденсе».
12 березня 2024 року Хіральдеса призначили тренером основної команди «Сельти», замінивши Рафаеля Бенітеса. Його перший професійний матч на чолі команди відбувся через п’ять днів, коли його команда перемогла 2:1 на виїзді у «Севільї».

## Статистика тренерської кар’єри
Станом на 12 квітня 2025
| Команда            | Країна             | З                  | По                 | Статистика | Статистика | Статистика | Статистика | Статистика | Статистика | Статистика | Статистика | Прим.  |
| Команда            | Країна             | З                  | По                 | М          | В          | Н          | П          | ГЗ         | ГП         | РГ         | Відс.      | Прим.  |
| ------------------ | ------------------ | ------------------ | ------------------ | ---------- | ---------- | ---------- | ---------- | ---------- | ---------- | ---------- | ---------- | ------ |
| Гран Пенья         | Іспанія            | 27 червня 2019     | 10 серпня 2021     | 36         | 13         | 6          | 17         | 44         | 48         | −4         | 36,11      |        |
| Сельта Фортуна     | Іспанія            | 2 липня 2022       | 12 березня 2024    | 67         | 31         | 16         | 20         | 97         | 72         | +25        | 46,27      | [ 13 ] |
| Сельта Віго        | Іспанія            | 12 березня 2024    | дотепер            | 45         | 20         | 9          | 16         | 77         | 67         | +10        | 44,44      | [ 14 ] |
| Загалом за кар’єру | Загалом за кар’єру | Загалом за кар’єру | Загалом за кар’єру | 148        | 64         | 31         | 53         | 218        | 187        | —          | 43,24      | —      |